# باغريواند

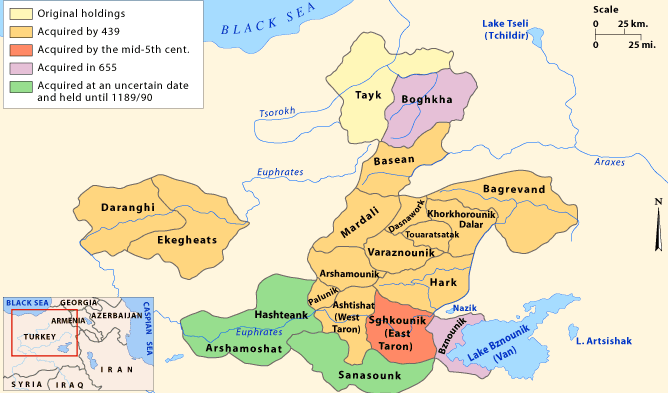
خريطة توضح باغريفاند تحت حكم أسرة ماميكونيان.

باغريواند (تُكتب أيضًا باغرواند) كانت منطقة تاريخية في أرمينيا.
إن أصل الاسم الإيراني القديم متنازع عليه. إما أنها مشتقة من بايا رايواندا ("حديقة الراوند") أو باغا رايواندا، والتي تعني إما "المانح الغني" (مثرا) أو "الإله الكريم" (أهورامزدا).